# Chuan Leekpai
Chuan Leekpai. (en tailandés: ชวน หลีกภัย), (Trang, 28 de julio de 1938). Político de Tailandia, fue primer ministro desde el 23 de septiembre de 1992 al 24 de mayo de 1995 y del 9 de noviembre de 1997 al 9 de febrero de 2001.
Estudió Derecho en la Universidad de Thammasat. Fue elegido primer ministro por vez primera como líder del Partido Demócrata después de ser abortado el golpe de Estado del General Suchinda Kraprayoon. En la segunda ocasión sucedió a Chavalit Yongchaiyudh que se había hecho cargo del gobierno provisionalmente tras la crisis económica asiática. 